# 가금현
가금현(賈琴鉉, 1967년 4월 20일~)은 시티엔 주식회사 대표이사이자 대한민국의 시인이다. 족보에 기재된 호는 소강(小康)이며 평상시에는 현산(顯山)으로 쓰고 있다. 가족관계는 부인과 1남 3녀다.

## 생애
아버지 가재남과 어머니 고평송 사이에서 1967년 4월 20일(음력) 충청남도 서산군 남면 양잠1리(現 충청남도 태안군 남면 양잠1리 안적돌) 에서 태어났다.
그의 부모님은 막내아들(셋째)이면서 할아버지 가동환(봉로)과 할머니 조철규를 모시며 농사일과 어업일을 병행하며 살다 그가 7살 되던 해 같은 마을인 큰말로 이사 왔다.
그는 남면초등학교에 들어갔고, 이어 서남중학교를 거쳐 서령고등학교를 다니면서 학예발표에 연극을 기획 선보이며, 응원단장 등으로 활동했다.
1984년 예산농업전문대학(現 공주대학교) 축산과에 입학, 예농개그콘테스트에서 대상을 수상 했으며, 축제 때 과 장기자랑을 기획 연출했다.
대학을 다니면서 예덕(산)체육관 소속으로 아마추어 복싱 선수로 활동 했다. 졸업 후 영풍그룹 영풍축산에서 근무했으며, 1987년 21사단에 입대 169포병대대 본부포대 자대배치 뒤, 사단 문선대(문화선전대) 활동 중 MBC에서 방송한 이상용이 사회를 보던 제5회 우정의 무대에 출연, 이경규와 김정렬 등과 한 코너를 함께했다. 1989년 병장 만기 전역했다.
전역 후 제주도에서 1년, 서울 1년, 일산 1년 동안 건설업에 종사한 뒤, 1992년 고향인 서산시로 내려와 주간신문 충서신보에 입사, 언론인의 길에 드러섰다.
이후 1993년 결혼 후 한국정보통신 한서대리점에서 프리랜스로 신용카드조회기 및 삐삐, 휴대폰 등을 2년 동안 취급한 뒤 전화번호 광고 출판사 우신정보를 운영했다.
2000년 충남일보 입사 서산주재기자로 활동하면서 한서대학교 신문방송학과에 편입했다. 이후 충남일보 제2 사회부장으로 퇴직 후 대전투데이와 충청신문에 입사 후 퇴직, 2011년 인터넷신문 CTN 충청탑뉴스를 창간했다.
이어 월간지 월간충탑과 특수주간신문 교육타임즈를 창간하고, 유튜브에 CTN방송을 운영하고 있다.
1999년 국제로타리 3620지구 서산한서 로타리클럽을 창립하고 초대, 2대, 4대 총무, 5·6·9대 회장, 2008-2009회기 서산지역 대표를 역임했다. 또 2000년 안견예술제 5년간 개최했고, 2009년 사단법인 한국청소년보호연맹 서산·태안지회 창립, 청소년의 건전한 놀이마당을 제공하기 위해 겨울 얼음썰매장 개설, 수준 높은 문화예술을 접하기 위한 연예인 초청공연, 인성 바로 세우기 위한 학부모 교육 등을 진행하는 한편, 청소년 일탈방지와 폭력예방, 유해환경으로부터 보호하고 지키기 위한 야간순찰, 캠페인, 술·담배판매업소 모니터링 등 청소년을 보호하기 위한 각종 행사 및 기획, 활동을 이어오고 있다.
2006년 문예사조 시부분 신인상을 수상, 시인으로 등단, 문인협회 등에 가입하고, 시집 5집 발행, 수필집 2집에 공저로 올려져 있다.
소주가씨 중시조 3대(가유약, 가상, 가침)의 충효정신을 기리기 위해 2009년부터 2충1효 전국백일장 대회(공모전)를 매년 개최하고 있다. 또 2013년 서산시 청소년유해환경감시단 운영기관의 감시단장을 맡아 충남청소년유해환경감시단협의회 임원으로 활동하는 한편, 서산시청소년상담복지센터에서 운영하는 1388청소년지원단 단장을 맡아 위기청소년을 구조, 보호 활동을 펼치고 있다.
체계적인 사회복지 봉사활동을 위해 2014년 사회복지사 2급 자격을 취득하고, 2016년 공주교육대학교 교육대학원 청소년교육상담을 전공, 석사학위를 받았다.

## 경력
- 적돌문학회장
- 2충1효백일장 추진위원장
- 한국문인협회 충남지회 회원
- 한국문인협회 서산지부 회원
- 윤석중문학나눔회 이사
- 서산시인협회 회원
- 한국디지털문인협회 회원
- (사)한국청소년보호연맹 충남연맹장 및 서산·태안지회장
- 서산시 청소년유해환경감시단 단장
- 충남청소년유해환경감시단협의회 감사
- 서산시 1388청소년지원단 단장
- 서산시 동문2동 44통장
- (사)서산시자원봉사센터 이사
- 국제로타리 3620지구 전 서산지역대표
- 서산한서 로타리클럽 전 회장
- 러브인캄코 회원
- 한서캄보디아한글학당 운영위원
- 2충1효문화연구원 사무총장
- 소주가씨종친회 이사
- (사)백두산부대전우회 충청지부 총무
- 서산시환경대책위원회 사무국장
- 서산시기자협회 전 회장
- 당진시출입기자단 회장
- 시티엔 주식회사 대표이사
- 교육타임즈 발행인
- 충청탑뉴스 발행인
- CTN방송 발행인
- 월간충탑 발행인

## 저서
- 시집
  - 『적돌바다에 고백하다』
  - 『사랑은 나이를 바꾼다』
  - 『저 멀리 보이는 너』
  - 『억새가 너를 닮았다』
  - 『당신을 만나기까지』
- 수필집
  - 『내 인생의 선택』
  - 『내 인생의 위로』